# Hoplolabis obtusirama
Hoplolabis obtusirama là một loài ruồi trong họ Limoniidae. Chúng phân bố ở miền Cổ bắc.